# Musikkapelle Groß Sankt Florian
Die Musikkapelle Groß Sankt Florian ist ein steirisches Blasorchester in Groß Sankt Florian in Österreich. Das Orchester ist als gemeinnütziger Verein organisiert.

## Geschichte
Aufgrund der kirchenpolitischen Bedeutung des Ortes wurde das zu Neujahr und Ostern gefeierte Hochamt bereits vor 1900 mit musikalischer Umrahmung durch Blasinstrumente gefeiert; dies lag in der Verantwortung der Schullehrer und ihrer Gehilfen. Zu Beginn des 20. Jahrhunderts wurden Bemühungen zur Gründung eines eigenen Musikvereins unternommen, welche sowohl den kirchlichen als auch weltlichen Bedürfnissen entsprechen sollte.
Die Gründungsurkunde des Vereins von 1905 liegt bei der Bezirkshauptmannschaft Deutschlandsberg. Eine erste Uniform wurde 1925 angeschafft. Das Orchester nahm 1934 am Musikertreffen in Wien teil. Im Jahr 1953 wurde eine Phantasieuniform angeschafft.
Die musikalische Leitung lag über Jahrzehnte in den Händen von Johann Felber, der 1961 den Taktstock an seinen Neffen Franz Felber übergab. Der Erste Obmann im Jahr 1962 war Johann Ninaus. Es wurde eine neue Tracht, der Steireranzug, angeschafft. 32 Kapellen waren beim Bezirksmusikertreffen in Groß Sankt Florian zu Gast. Frühjahrskonzert und Wunschkonzert wurden ab 1968 unter dem neuen Obmann Franz Loibner zum fixen Bestandteil des Jahresablaufes.
Die Werbung von unterstützenden Mitgliedern wurde 1969 eingeführt. Das selbsterrichtete Musikheim konnte 1974 unter dem neuen Obmann Johann Kaiser eingeweiht werden. Die neue Laßnitztaler Tracht wurde 1976 unter dem neuen Obmann Oskar Bernhard angeschafft. Beim Bezirksmusikertreffen 1982 waren 34 Kapellen in Groß Sankt Florian zu Gast. Die Musikkapelle Groß Sankt Florian nahm 1985 am Bundesmusikfest in Wien mit Showprogramm in der Wiener Stadthalle und 1987 an der Internationalen Blasmusikschau im schweizerischen Mollis teil.
Das Engagement im Bereich der „Marschmusik in Bewegung“ ermöglichte seit 1988 zahlreiche Teilnahmen an internationalen Marschmusikveranstaltungen in Bremerhaven, Bremen und Hannover. Die ausgezeichneten Erfolge bei Konzert- und Marschwertungen wurden bereits viermal mit dem Steirischen Panther und dem Robert Stolz-Preis belohnt. Der Obmann Franz Wieser trat 1989 sein Amt an. 1990 wurde der erste Tonträger Festival der Blasmusik herausgegeben.
Die Musikkapelle Groß Sankt Florian nahm 1992 an der Musikschau der Nationen in der Stadthalle Bremen teil und unternahm 1993 eine Konzertreise nach Genf. Im Folgejahr nahm das Blasorchester an der 19. Musikparade der Nationen in Hannover teil. Der 1. Präsident Erich Urch trat 1995 sein Amt an. Im gleichen Jahr erfolgte die Teilnahme  beim Landesmusikfest in Meran. Der zweite Tonträger Music was our first love! unter Beteiligung des Chor Bel Canto wurde 1996 herausgegeben.
Im Jahr 2005 fand das Bezirksmusikertreffen zusammen mit der 100-Jahr-Feier der Musikkapelle Groß Sankt Florian, u. a. mit der 1. US-Infanteriedivision Band „The Big Red One“, statt.
Die Musikkapelle Groß Sankt Florian wurde 2009 von Kapellmeister stv. Robert Orthaber in seiner Masterarbeit beschrieben.

### Gerald Oswald
Im Jahr 1997 übernahm Kapellmeister Gerald Oswald die musikalische Leitung. Oswald besuchte das Johann-Joseph-Fux-Konservatorium Graz und studierte Trompete bei Friedrich Körner an der Hochschule für Musik und darstellende Kunst in Graz. 1978 trat er in die Musikkapelle Groß Sankt Florian ein. Er absolvierte den Lehrgang für Blasorchesterleitung des Steirischen Blasmusikverbandes bei Franz Cibulka, Jan Van der Roost und Felix Hauswirth. Von 2004 bis 2008 absolvierte Oswald bei Thomas Doss am Konservatorium in Wien in den Fächern Dirigieren, Arrangieren und Komponieren eine Ausbildung.
Oswald ist Komponist der Werke Groß Sankt Florian Marsch,
Der Musikpräsident Marsch,
Fire,
Fanfare Festivo und
Augustine.

## Wettbewerbe
Beim Bezirkswertungsspiel in Deutschlandsberg 2005 trug sie in der Wertungsstufe D die Werke Hobbits, 5. Satz Symphonie nr.1 The Lord of the Rings, Johan de Meij und MAN IN THE ICE, Otto M. Schwarz vor. Die Musikkapelle erreichte mit 97,25 Punkten den zweiten Platz von vier Teilnehmern in dieser Kategorie.
Das Jugendblasorchester Groß Sankt Florian nahm am 3. Österreichischen Jugend-Blasorchester-Wettbewerb teil und qualifizierte sich für das Bundesfinale am 27. Oktober 2007 im Brucknerhaus. In der Gruppe DJ wurde mit 87,33 Punkten der zweiten Rang von vier Teilnehmern erreicht.
Beim Bezirkswertungsspiel in Deutschlandsberg 2008 trug sie in der Wertungsstufe D die Werke Ouvertüre Allemande von Thomas Doss und Armenische Tänze von Alfred Reed vor. Die Musikkapelle erreichte mit 94,66 Punkten den zweiten Platz von vier Teilnehmern in dieser Kategorie.
Im Jahr 2008 wurde die Musikkapelle Groß Sankt Florian für die Steiermark zum 7. österreichischen Blasmusikwettbewerb in Feldkirchen Kärnten nominiert und belegte Platz 3 mit 92,75 Punkten.  Die Teilnahme am Steirischen Bläsertag 2006 im Kunsthaus Weiz ging dieser Nominierung voraus.
Im Jahr 2022 wurde die Musikkapelle Groß Sankt Florian ein weiteres Mal als Steiermark-Vertreter zum Österreichischen Blasorchesterwettbewerb der Stufe D (in Ossiach/Kärnten) entsandt. 92 Musiker stellten nicht nur das größte Orchester, sondern konnten mit Lachen, kosen, tanzen von Carl Michael Ziehrer, Hounds of Spring aus der Feder von Alfred Reed und Terra Mystica von Thomas Doss neuerlich Rang 3 erspielen (89,38 Punkte). 
Beim Bezirkswertungsspiel in Leibnitz trat die Musikkapelle in der Stufe E mit Bearbeitungen von Der Zigeunerbaron von Johann Strauss (Sohn) und Festive Overture von Dmitri Dmitrijewitsch Schostakowitsch an und erreichte 93,58 Punkte (keine weiteren Wettbewerbsteilnehmer in dieser Kategorie).
Das Jugendblasorchester gewann den Bundesjugendblasorchesterwettbewerb in Linz mit 92,8 Punkten den 1. Platz und ist Bundessieger der Jugendkapellen Österreichs.

## Alben
- 1990: Festival der Blasmusik
- 1998: Music is our first love
- 2006: Klingendes Groß St. Florian, Verlag: SCHÖGGL SOUND & MEDIA
- 2013: ORIGINALE – Blasmusik aus der Steiermark, Verlag: Steirischer Blasmusikverband